# اقتصاد آرژانتین

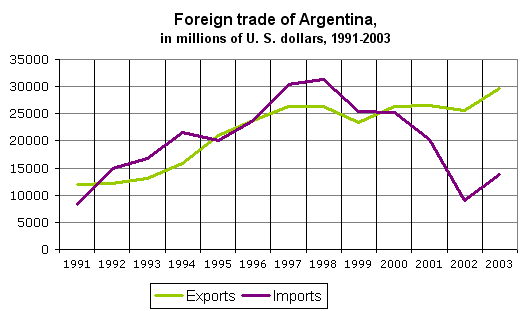
صادرات و واردات آرژانتین بین ۱۹۹۱–۲۰۰۳

آرژانتین از منابع طبیعی غنی، جمعیت باسواد با درصد بالا، بخش کشاورزی صادرات محور، و پایه صنعتی متنوع بهره می‌برد. کشور از لحاظ تاریخی دارای طبقه متوسط فراوانی در مقایسه با دیگر کشورهای آمریکای لاتین می‌باشد، اما این بخش از جمعیت در اثر سلسله‌ای از بحرانهای اقتصادی از بین رفته‌اند. امروز، درحالی که بخش مهمی از جمعیت هنوز از لحاظ مالی ثروتمند هستند، آن‌ها در موضعی از یک مقایسه حاد با میلیونها نفر از افرادی قرار می‌گیرند که شاهد آن هستند که قدرت خریدشان به شدت کاهش یافته‌است. از سال ۲۰۰۲ به بعد، بهبود در وضعیت بخش‌های فقیرتر و نیز یک بازگشت عمده در طبقه متوسط جامعه پدید آمده‌است.

## مقابله با مشکلات
از اواخر دهه ۱۹۷۰ تاکنون، کشور استقراض عمومی را گردآوری نموده و به عوارض یک تورم بالا مبتلا شده‌است. در سال۱۹۹۱، دولت نرخ مبادله تثبیت شده پزو را با دلار آمریکا تعیین نموده و رشد پایه پولی را محدود ساخت. سپس دولت به هموارسازی مسیر تجارت آزاد| ازادسازی تجارت، قانون زدایی، و خصوصی‌سازی پرداخت. تورم کاهش یافت و تولید ناخالص ملی رشد نمود، اما شوکهای خارجی و ناتوانیهای سیستم منافع حاصل را کاهش داد، و موجب شد تا از سال ۱۹۹۵ و تا فروپاشی در سال ۲۰۰۱، نتیجه آن تلاشها دراثر حرکتی آرام متلاشی شود.
تا سال ۲۰۰۲، آرژانتین در پرداخت قروض خود نکول کرده بود، تولید ناخالص ملی آن کاهش یافته بود، بیکاری به بیش از %۲۵ رسیده بود، و پس از کاهش ارزش و نرخ شناور شده، پزو دچار مستهلک شده تا میزان %۷۵ شده بود. اما، کنترل دقیق هزینه و مالیات‌های سنگین بر صادرات روبه رشد کنونی به کشور ابزاری را جهت بازیابی منابع و هدایت سیاست پولی اعطا نمود.
در سال۲۰۰۳، سیاست‌های جایگزینی واردات و صادرات فزاینده با تورم پایینتر و اقدامات اقتصادی گسترده همراه شد و جهش را در تولید ناخالص ملی هدف گرفت. این سیاست در سال‌های ۲۰۰۴ و ۲۰۰۵ نیز با ایجاد میلیونها شغل و تشویق به مصرف تولید داخلی تکرار شد. فرار سرمایه کاهش یافت، و سرمایه‌گذاری خارجی به آرامی بازگشت. تزریق ارز خارجی از صادرات یک مازاد تجاری هنگفت ایجاد نمود. بانک مرکزی مجبور شد تا دلارها را از بازار بخرد، و و امروز نیز در مواقع مختلف به آن ادامه می‌دهد تا آن‌ها را به عنوان ذخایر ارزی| ذخایر گردآوری نماید. این کار موجب می‌شود تا به‌طور عمده از ارزش یافتن پزوی آرژانتین جلوگیری شده و مانع رقابت پذیری
آن شود.
وضعیت تا سال۲۰۰۶ بهبود بیشتری یافت، که عمدتاً در نتیجه کشف حوزه‌های جدید نفتی در پاتاگونیا بود. این سال هدف این است تا رشد فراوان تولید ناخالص ملی مربوط به سه پیش‌بینی اخیر (بین %۵/۸ و %۹ است) برسد، اما تورم در حدود بین ۱۰ تا %۱۲ برآورد می‌شود، که این موضوع دوباره اتفاق افتاده، و توزیع درآمد هنوز به‌طور چشمگیری ناعادلانه‌است. در دسته‌ای از گزارش‌ها، سازمانهای بین‌المللی، از آرژانتین بخ خاطر باقی‌ماندن آرژانتین در چیزی مثل یک اقتصاد بسته انتقاد نمودند.
با این که اثرات بحران تقلیل یافته اما ناپدید نشده‌است. آرژانتین یکی از توسعه یافته‌ترین کشورهای آمریکای لاتین است. حتی اگر توزیع درآمد یک مشکل مهم و حساس باشد، این کشور از بالاترین تولید سرانه ناخلص ملی مبتنی بر قدرت خرید مبادله ارز، و نیز رتبه سوم از لحاظ بالا بودن تولید ناخالص ملی (اسمی) نسبت به آمریکا سرافراز می‌باشد. این کشور از بالاترین ترازهای آموزشی سنجیده شده از طریق توجه به دانشگاه و نیز یک ساختار منطقی برخوردار است که در جنبه‌های متعدد با آنچه که در ملل کاملاً صنعتی وجود دارد، برابری می‌کند.
در سال۲۰۰۲، %۵/۷۵ از جمعیت در زیر خط فقر بودند، اما آخرین گزارش در اوت۲۰۰۶، سطح %۴/۳۱ فقر را نشان می‌دهد. همین‌طور، بیکاری که بیش از ۲۵ درصد بود تا ژوئیه ۲۰۰۶ به ۲/۱۰درصد رسید. تولید سرانه ناخالص ملی به ازای هر فرد از نقطه اوج پیشین خود قبل از رکود در سال ۱۹۹۸ در قدرت خرید ارز مقابل پیشتر رفته، اما هنوز در تولید ناخالص ملی اسمی خود باقی‌مانده‌است که بیشتر در اثر وجود ارزی زیر قیمت واقعی خود است. اقتصاد در سال ۲۰۰۳ ۹/۸ درصد، در سال ۲۰۰۴، ۰/۹ درصد، و در سال ۲۰۰۵، ۲/۹ درصد رشد کرده‌است. در سال ۲۰۰۶، بدهی‌های خارجی ۶۸ درصد تولید ناخالص ملی بوده و به آرامی در حال کاهش می‌باشد.
آرژانتین در سال ۲۰۲۵ به توافق 20 میلیارد دلاری با صندوق بین‌المللی پول (IMF) رسید، در حالی‌که خاویر میلی، رئیس جمهوری این کشور تغییرات عمده‌ای را برای «کاهش کنترل‌های ارزی» انجام داد که لحظه‌ای تاریخی برای دولت او محسوب می‌شود.

## بخش‌ها

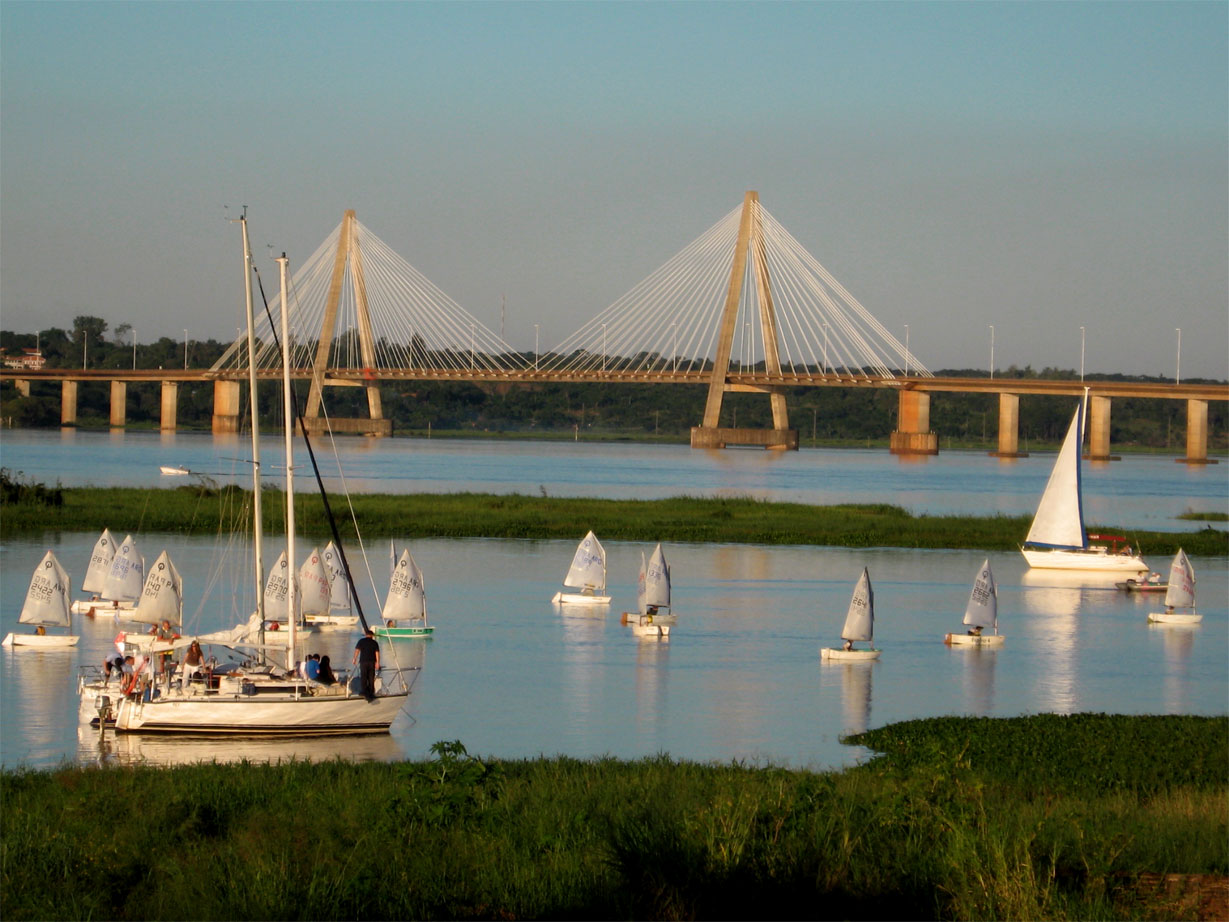
پل San Roque González de Santa Cruz

در سال۲۰۰۴، خروجی کشاورزی به %۱۱ تولید ناخالص ملی بالغ شد که یک سوم کل صادرات بود. سویا و روغن‌های گیاهی کالاهای اصلی صادراتی با میزان %۲۴ کل صادرات هستند. گندم، ذرت، بلوط، ذرت خوشه‌ای، و دانه‌های آفتابگردان کلاً بالغ بر %۸ آن را تشکیل می‌دهند. گوسفند نیز یک کالای صنعتی اصلی است، گوشت گاو، شیر، محصولات چرم، پنیر %۶ کل صادرات را تشکیل می‌دهند صنایع گوشت و پشم گوسفند بیشتر در پاتاگونیا اهمیت دارند، و گوشت خوک و بز در نقاط دیگر.
میوه‌ها و سبزیجات %۳ صادرات را تشکیل می‌دهند: سیب و گلابی در دره ریو نگرو (آرژانتین)| ریو نگرو؛ پرتقال و دیگر مرکبات در شمال غرب و مزوپوتامیا؛ انگور و توت فرنگی در کویو و توت در دورترین نقاط جنوبی تولید می‌شوند. پنبه و راج آمریکایی، محصولات اصلی گرانچاکو، نیشکر و تنباکو در شمال غرب و زیتون و سیر در کویو هستند. موز فورموزا، گوجه فرنگی در سالتا، و هلو در (مندوسا) برای مصرف داخلی پرورش داده می‌شوند. آرژانتین پنجمین تولیدکننده انگور بوده و تولید انگور مرغوب از لحاظ کیفیت جه‌شهای اصلی خود را نموده‌است. صادرات در حال رشد، کل توان بالقوه کشت انگور از میزان لازم فاصله دارد. مندوسا پهناورترین ناحیه تولید انگور است که پس از آن سن خوآن قرار گرفته‌است.
صنایع پتروشیمی، نفت، و گاز طبیعی با نسبت ۲۰٪ کل صادرات، در گروه دوم صادرات قرار دارند. مهم‌ترین حوزه‌های نفتی در پاتاگونیا و کویو قرار دارند. شبکه عمده انتقال خط لوله انتقال، محصول خام را به باهیا بلانکا، مرکز صنعت پتروشیمی، و نیز کمربند صنعتی لاپلاتا-روزاریو می‌فرستد. زغال‌سنگ نیز استخراج می‌شود.
استخراج معدن یک صنعت روبه افزایش است. شمال غرب و استان سن خوآن نواحی اصلی این فعالیت هستند. فلزات استخراج شده عبارت‌اند از طلا، نقره، روی، منیزیوم، مس، گوگرد، تنگستن و اورانیوم. در طی تنها ده سال، صادرات از رقم ۲۰۰ میلیون دلار (آمریکا) به ۲/۱ میلیارد دلار در سال ۲۰۰۴، با نسبت ۳٪ کل صادرات رسید.
برآوردها برای سال ۲۰۰۶٬۲ میلیارد دلار آمریکا، یک افزایش ده برابری نسبت به سال ۱۹۹۶ نشان می‌دهد.
در شیلات، مقدار قلابماهی آرژانتین بالغ بر ۵۰٪ از صیدها را تشکیل داده، ماهی روغنی و ماهی مرکب پس از آن قرار دارند. جنگل‌داری در ناحیه مزوپوتامیا، مزوپوتامیا گسترش یافته؛ درخت نارون برای سلولز، صنوبر و اوکالیپتوس برای مبلمان، الوار و صنایع کاغد استفاده می‌شوند. هر دو بخش بالغ بر ۲٪ را تشکیل می‌دهند.

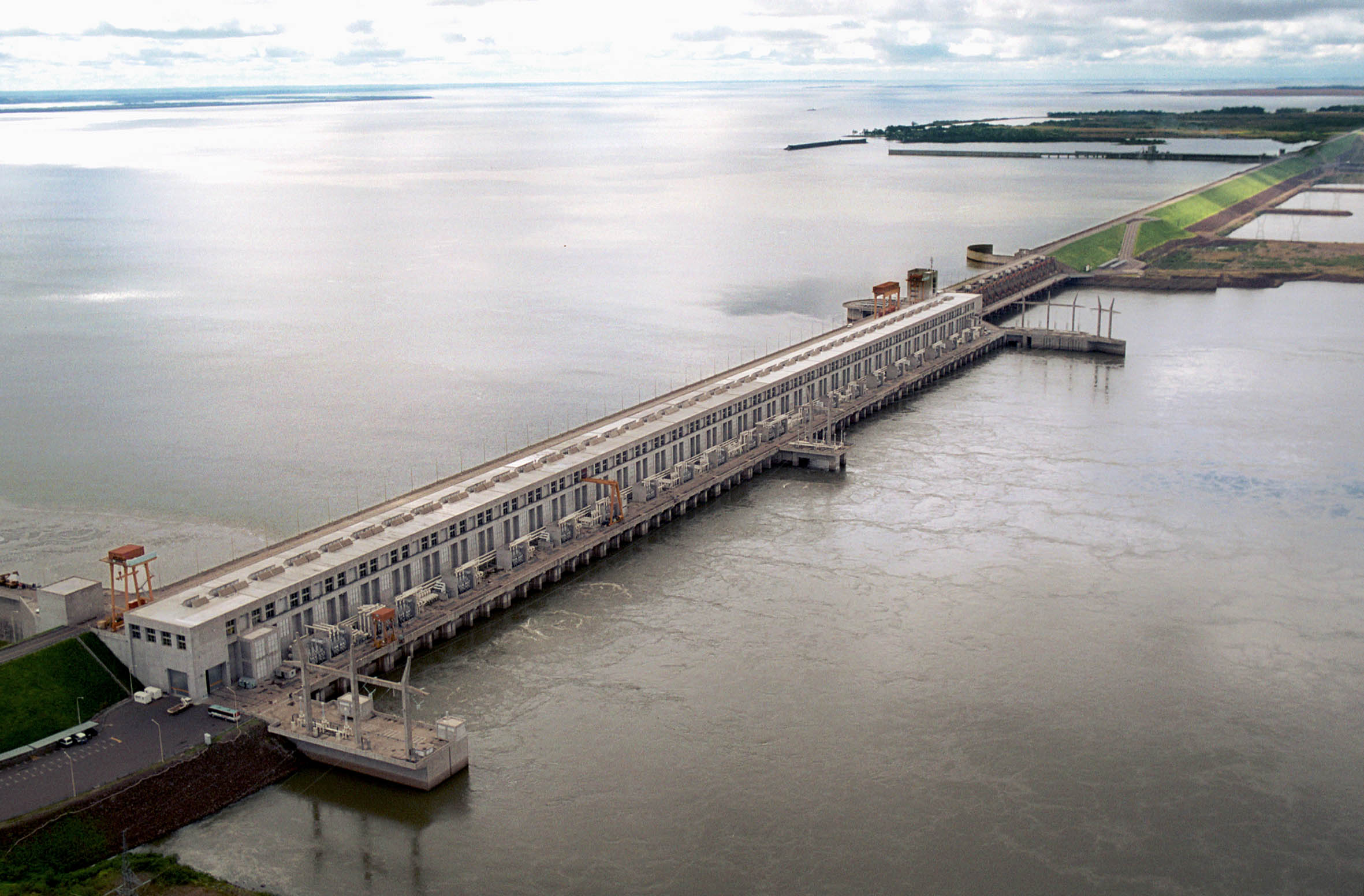
سد یاسیرتا، مجتمع برقابی که دومین سد بزرگ جهان از این نوع است

بخش تولید (کارخانه‌ها) یک بخش مهم کشور در خروجی تولید ناخالص ملی با ۳۵٪ سهم است.
بخش‌های عمده عبارت‌اند از وسایل موتوری، تولید قطعات اتومبیل، و حمل و نقل و تجهیزات کشاورزی (۷٪ از صادرات)، آهن و فولاد (%۳)، صنایع غذایی و نساجی (۲٪). دیگر بخش‌های تولید شامل سیمان، صنایع مواد شیمیایی، وسایل خانگی، و صنعت فراورده‌های چوب است. بزرگ‌ترین مراکز صنعتی در بوئنوس آیرس، روزاریو و کوردوبا، کوردوبا قرار دارند.
بخش خدمات بزرگ‌ترین عامل کمک‌کننده به کل تولید ناخالص ملی است. آرژانتین انرژی را در میزان فراوان خود از طریق منابع توسعه یافته برقابی تولید می‌کند؛ انرژی هسته‌ای نیز از اهمیت بالایی برخوردار است.
این کشور یکی از بزرگ‌ترین تولیدکنندگان و صادرکنندگان کبالت-۶۰ به همراه کانادا و روسیه است که یک ایزوتوپ رادیواکتیو است که به‌طور گسترده‌ای در درمان سرطان به کار می‌رود. مخابرات نیز با رسوخ عمده تلفن همراه (۷۵٪ از جمعیت) بسیار قوی است. و ۳۰٪ اینترنت، و %۳ خدمات پهنای باند که به سرعت هم در حال افزایش است. تلفن معمولی (۸۵٪ از خانه‌ها) و پست نیز پر رونق هستند. بخش ساختمان نیز در توسعه اقتصادی کنونی به سوی ایجاد شغل سوق داشته و %۵ تولید ناخالص ملی را شامل می‌شود. جهانگردی بسیار مهم بوده و هم‌اکنون %۷ از خروجی اقتصادی مملکت را تأمین می‌کند.
آرژانتینی‌ها بیش‌تر در بین مرزهایشان مسافرت می‌کنند، و سفرهای خارجی که به‌طور دسته جمعی به یک کشور صورت می‌گیرد قابل دسترس، ایمن و به‌طور غیرقابل تصوری متنوع است: شهرهای چند ملیتی بوئنوس آیرس و روزاریو، آبشارهای بی‌نظیر ایگوازو و ایلت مستعمره سالتا، سالتا از این نقاط هستند. از استان خوخوی با ساکنان بومی آمریندی تا استان آکنده از شادی و سرگرمی، کوردوبا، کارخانه‌های شراب‌سازی مندوسا؛ اسکی کردن (روی آب) در پیست باریلوچ تا سواحل پینامار، و یخچال طبیعی پریتو مورنو تا تییرا دل فیوگو افسانه‌ای، (همگی سبب شده تا) در سال ۲۰۰۵ ۷/۳ میلیون نفر جهانگرد از این کشور دیدار نمایند.

## حمل و نقل
سیستم بزرگراه آرژانتین بسیار خوب توسعه یافته و جاده‌هایی دارد که به تمام گوشه و کنار کشور راه دارد. در این کشور تقریباً ۶۴۰هزار کیلومتر بزرگراه و جاده وجود دارد. بزرگراه‌های چندبانده هم‌اکنون شماری از شهرهای اصلی را به هم متصل نموده و نمونه‌های بیشتری از آن نیز هم‌اکنون در دست احداث می‌باشند.
شبکه خط ریلی آن با حدود ۴۰ هزار کیلومتر خط راه‌آهن، یکی از بزرگ‌ترین نمونه‌ها در دنیا است. پس از دهه‌ها خرابی سرویس و فقدان عملیات تعمیر و نگهداری، بیشتر سرویس‌های مسافری آن در سال ۱۹۹۲ تعطیل بود زمانی که شرکت راه‌آهن خصوصی شد، و هزاران کیلومتر خط ریلی آن هم‌اکنون نیاز به تعمیر دارد. فعلاً، در راستای عملیات ارتقاء در سیستم، سرویس‌های خط آهن بین شهرهای متعددی مجدداً به فعالیت پرداخته‌اند. یک پروژه قطار سریع‌السیر بین بوئنوس آیرس و روزاریو برای بهره‌برداری در سال ۲۰۰۷ در دست اقدام می‌باشد.
کشور دارای حدود ۳۰۰۰ کیلومتر راه‌های آبی است که در بین مهم‌ترین این نمونه‌های می‌توان ریودلاپلاتا، رودخانه پارانا| پارانا، رود اروگوئه| اروگوئه و رود پاراگوئه| پاراگوئه را نام برد.